# Henri Woestad
Henri Rik Woestad, né le 6 janvier 1911 à Anvers en Belgique et mort le 11 mai 1988 dans la même ville des suites d'une longue maladie, est un footballeur international belge actif durant les années 1930 qui joue au poste de gardien de but et effectue toute sa carrière au Berchem Sport.

## Biographie

### En club
Henri Woestad fait ses débuts avec l'équipe première de Berchem Sport en 1930, à l'âge de 19 ans. Il s'impose rapidement en tant que gardien de but titulaire du club et permet à l'équipe d'obtenir le meilleur classement de son histoire avec une troisième place finale en 1931. Ses bonnes prestations lui permettent d'être appelé en équipe nationale belge en mars 1932 pour disputer une rencontre amicale en Suède. Malheureusement, après deux saisons terminées parmi les cinq premiers, les résultats en championnat sont beaucoup moins bons lors de la campagne 1932-1933 et Berchem, malgré Henri Woestad, ne peut éviter la relégation. On perd ensuite la trace du joueur.

### En sélections nationales
Henri Woestad compte une convocation et un match joué en équipe nationale belge. Celui-ci a lieu le 12 mars 1932 lors d'un match amical disputé en Suède et se solde par une défaite 3-1. Le joueur commence le match sur le banc des remplaçants mais après seulement 22 minutes de jeu, il remplace le titulaire Louis Vandenbergh alors que le score est d'un but partout

## Statistiques

### En club
| Saison                | Club                  | Championnat             | Championnat | Championnat | Coupe(s) nationale(s) | Coupe(s) nationale(s) | Belgique | Belgique | Total | Total |
| Saison                | Club                  | Division                | M.          | B.          | M.                    | B.                    | M.       | B.       | M.    | B.    |
| 1930-1931             | Berchem Sport         | Division d’Honneur (D1) | -           | -           | -                     | -                     | -        | -        | 0     | 0     |
| 1931-1932             | Berchem Sport         | Division d’Honneur (D1) | -           | -           | -                     | -                     | 1        | 0        | 1     | 0     |
| 1932-1933             | Berchem Sport         | Division d’Honneur (D1) | -           | -           | -                     | -                     | -        | -        | 0     | 0     |
| Total sur la carrière | Total sur la carrière | Total sur la carrière   | 54          | 0           | -                     | -                     | 1        | 0        | 55    | 0     |

### En sélections nationales
Le tableau ci-dessous reprend toutes les sélections d'Henri Woestad. Le score de la Belgique est toujours indiqué en gras.
| Date       | Compétition  | Adversaire | Lieu      | Score | Remarque |
| ---------- | ------------ | ---------- | --------- | ----- | -------- |
| 12/03/1932 | Match amical | Suède      | Stockholm | 3-1   | 22e      |